# Oppen (Beckingen)
Oppen ist ein Ortsteil der Gemeinde Beckingen im Landkreis Merzig-Wadern (Saarland).

## Geographie
Oppen liegt am Ende des oberen Haustadter Tals im Schnittpunkt zweier ehemaliger Römerstraßen am Rande des waldreichen „Großen Lückner“. Dabei liegt Oppen leicht nordöstlich in direkter Nachbarschaft zu dem Beckinger Ortsteil Reimsbach.

## Geschichte
Die Gründung Oppens geht möglicherweise auf größere Waldrodungen während der Regierungszeit Karls des Großen zurück. Wann genau der Ort gegründet wurde, ist zwar nicht bekannt, jedoch geht man davon aus, dass der Nachbarort Reimsbach, ebenso wie dessen Nachbarort Erbringen bereits gegründet worden waren. Ophoben, so der ursprüngliche Name Oppens, ist vermutlich erst nach dem Jahr 1000 gegründet worden, denn fast alle Ortschaften, die im Rahmen der Schaffung neuer Siedlungen in den Jahren 850 bis 900 auf ehemaligem Waldgebiet gegründet worden waren, enden auf die Silben -rath, -roth, -ruth oder -reuth. Sowohl auf Grund der wenig ertragreichen landwirtschaftlichen Flächen innerhalb der Gemarkung Oppens, als auch vom Namen her ist also anzunehmen, dass Oppen erst nach dem Jahre 1000 entstanden ist.

## Politik
Ortsvorsteher von Oppen ist derzeit Ralf Selzer, sein Stellvertreter ist Dirk Maxem.

## Freizeit

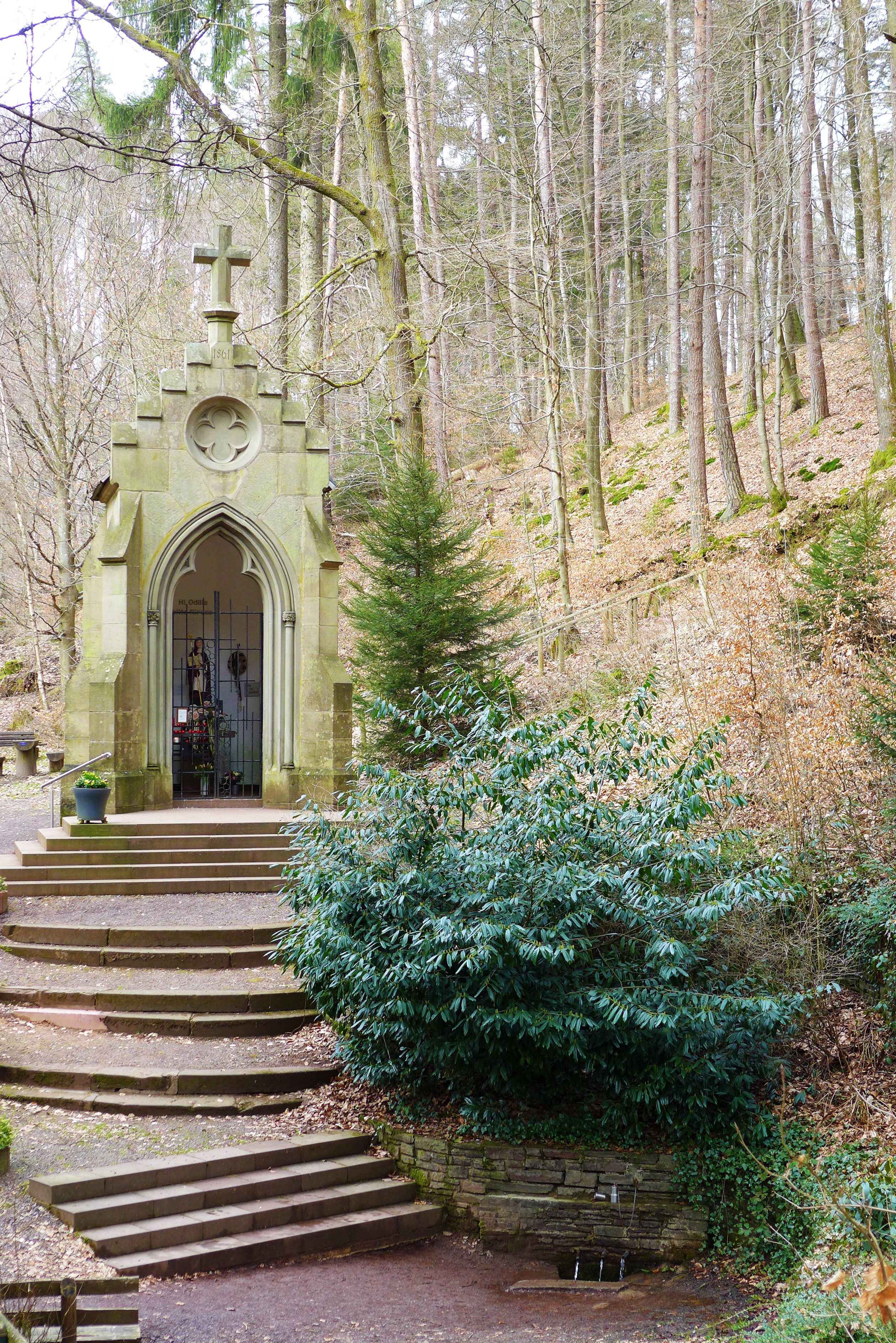
Oppen, Großer Lückner, Odilienkapelle mit Odilienquelle

Die traditionelle Pfingstkirmes im Lückner und die „Grün-Weiße Nacht“ an Fastnacht sind zwei in Oppen stattfindende Veranstaltungen, die in der ganzen Region bekannt sind. Das Waldgebiet „Großer Lückner“ wird als Wandergebiet und Mountainbikestrecke genutzt. Es existieren eine Kneipp-Anlage, ein Brunnen und ein Kinderspielplatz.

### Odilienkapelle
Um die Odilienquelle, die im Waldgebiet des Großen Lückner entspringt, ranken sich Legenden. Das Wasser der Quelle soll Augenkranken Linderung und Heilung verschaffen. Aufgrund eines Gelübdes aus der Zeit des Dreißigjährigen Krieges führt jedes Jahr an Pfingstmontag eine Prozession von der Pfarrkirche Wahlen aus zur Odilienquelle. Diese entspringt unterhalb der im neogotischen Stil aus Buntsandstein erbauten Odilienkapelle. Die Quelle soll bereits vor der Christianisierung zu kultischen Zwecken genutzt worden sein. Die Legende der heiligen Odilia berichtet, dass diese auf der Hohenburg bei Oberehnheim im Elsass geboren wurde. Sie war die Tochter des Herzogs Eticho und kam blind zur Welt. Aus diesem Grund wollte ihr Vater sie töten lassen. Eine mitleidige Amme rettete das Kind jedoch. Die örtliche Legende erzählt, dass Odilia nach dem Waschen ihrer Augen mit dem Wasser der Quelle am Lückner durch ein göttlich bewirktes Wunder das Augenlicht erhalten habe. Zahlreiche Menschen mit Kinderwunsch stellen an den Seitenwänden der Kapelle kleine Kreuze ab und hoffen auf die Erfüllung ihrer Hoffnungen.

## Vereinsleben
In Oppen existieren verschiedenste Vereine, hier eine Auswahl der in Oppen ansässigen Vereine:
- Angelsportverein
- CDU-Ortsverband Oppen
- Damengymnastikriege
- Kegelfreunde Oppen
- Lücknerchor Oppen (aufgelöst)[5]
- Löschbezirk Oppen
- Modellfluggruppe Primsfalke
- Obst- und Gartenbauverein
- SPD-Ortsverband Oppen
- SSV Oppen
- Tennisfreunde Oppen
- Wandergruppe Mockenbacher
- Musikverein Reimsbach-Oppen